# Polystichum lobatum x lonchitis
Polystichum lobatum x lonchitis là một loài dương xỉ trong họ Dryopteridaceae. Loài này được Murbeck mô tả khoa học đầu tiên.
Danh pháp khoa học của loài này chưa được làm sáng tỏ. 

## Hình ảnh